# ミネラル郡 (コロラド州)

コロラド州内の位置

ミネラル郡（Mineral County）は、アメリカ合衆国コロラド州に位置する郡である。人口は865人（2020年）。郡庁所在地はクリード（Creede）である。

## 地理
アメリカ合衆国統計局によると、この郡は総面積2,273 km2 (878 mi2) である。このうち2,268 km2 (876 mi2) が陸地で5 km2 (2 mi2) が水地域である。総面積の0.23%が水地域となっている。

## 人口動勢
2000年国勢調査で、この郡は人口831人、377世帯、及び251家族が暮らしている。人口密度は0/km2 (1/mi2) である。0/km2 (1/mi2) の平均的な密度に1,119軒の住宅が建っている。この郡の人種的な構成は白人96.87%、アフリカン・アメリカン0.00%、先住民0.84%、アジア0.00%、太平洋諸島系0.00%、その他の人種0.12%、及び混血2.17%である。この人口の2.05%はヒスパニックまたはラテン系である。
この郡内の住民は20.50%が18歳未満の未成年、18歳以上24歳以下が4.70%、25歳以上44歳以下が24.80%、45歳以上64歳以下が32.70%、及び65歳以上が17.30%にわたっている。中央値年齢は45歳である。女性100人ごとに対して男性は104.20人である。18歳以上の女性100人ごとに対して男性は99.10人である。
この郡の世帯ごとの平均的な収入は34,844米ドルであり、家族ごとの平均的な収入は40,833米ドルである。男性は28,750米ドルに対して女性は19,375米ドルの平均的な収入がある。この郡の一人当たりの収入 (per capita income) は24,475米ドルである。人口の10.20%及び家族の9.30%は貧困線以下である。全人口のうち18歳未満の18.70%及び65歳以上の10.60%は貧困線以下の生活を送っている。

## 都市及び町
- クリード（郡庁所在地）